# Blaue Köpfe
Blaue Köpfe är en bergstopp i Österrike. Den ligger i distriktet Lienz och förbundslandet Tyrolen, i den centrala delen av landet. Toppen på Blaue Köpfe är 3 061 meter över havet.
Den högsta punkten i närheten är Großglockner, 3 798 meter över havet, norr om Blaue Köpfe.
Trakten runt Blaue Köpfe består i huvudsak av kala bergstoppar och isformationer.